# LMVDM - La mia vita disegnata male
LMVDM: La mia vita disegnata male è un romanzo grafico pubblicato dall'autore italiano Gian Alfonso Pacinotti detto Gipi nel 2008. 

## Trama
L'autore, per un problema al pene, si fa visitare da un medico, che soprannomina "il Dottor Controluce" per come si posiziona davanti alla finestra del suo studio. Questi poi si presenta di notte a casa del suo paziente per intavolare una conversazione in tono confidenziale. L'autore inizia così a raccontargli della sua vita, soffermandosi sulle sue amicizie poco raccomandabili e le esperienze con le droghe, che hanno avuto come conseguenza un arresto e dieci giorni di prigione.
Si sottopone poi alle cure di uno psicologo e di un dentista. Una TAC che gli viene prescritta evidenzia che soffre di epatite B, probabilmente dovuta all'uso giovanile di droga.
Le sue paure e preoccupazioni vengono sublimate in una storia da lui inventata (con colori ad acquerello, mentre le altre tavole sono realizzate a china in nero) nella quale è un poeta catturato da una ciurmaglia di pirati guidata da un capitano non morto, che gli risparmia la vita perché intrattenga gli uomini raccontando loro delle storie.
Con lo psicologo rivive anche l'episodio dello stupro della sorella e si ricorda del suo vecchio amico Alberto, che da ragazzino lo proteggeva; lo rincontra dopo molti anni.
Alla fine, grazie al consulto con un altro medico, risolve anche il suo problema sessuale.

## Edizioni
- Gipi, LMVDM: La mia vita disegnata male, Cult, Bologna, Coconino Press, 2008,  p. 143, ISBN 978-88-7618-125-2.
- Gipi, Ma vie mal dessinée, Parigi, Futuropolis, 2009.
- Gipi, Esterno notte - S. - La mia vita disegnata male, Omnibus, Bologna, Coconino Press, 2011,  p. 368, ISBN 9788876181276.
- Gipi, LMVDM - La mia vita disegnata male, collana Gipi n. 3, Roma, Repubblica-L'Espresso, 2018.

| Controllo di autorità | VIAF (EN) 3276160546919110240003 |